# Alfred Gusenbauer

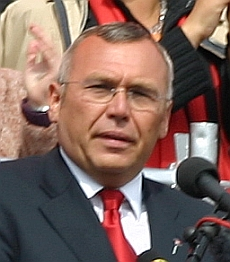
Alfred Gusenbauer

Alfred Gusenbauer (Sankt Pölten, 8 februari 1960) is een Oostenrijkse politicus behorend tot de Sociaaldemocratische Partij van Oostenrijk (SPÖ). Van 11 januari 2007 tot 2 december 2008 was hij de bondskanselier.
Gusenbauer studeerde achtereenvolgens rechten, filosofie en politicologie en promoveerde in het laatstgenoemde vakgebied. Vanaf 1981 vervulde hij bij respectievelijk voor de SPÖ allerlei politiek getinte functies. Onder meer zat hij van 1991 tot aan zijn beëdiging als bondskanselier in 2007 in de Nationaalraad.
Door onder anderen Jörg Haider werd hij nogal eens Gruselbauer (Griezelboer) genoemd.
Karl Renner · Michael Mayr · Johann Schober · Walter Breisky · Johann Schober · Ignaz Seipel · Rudolf Ramek · Ignaz Seipel · Ernst Streeruwitz · Johann Schober · Carl Vaugoin · Otto Ender · Karl Buresch · Engelbert Dollfuss · Kurt Schuschnigg · Arthur Seyss-Inquart · Karl Renner · Leopold Figl · Julius Raab · Alfons Gorbach · Josef Klaus · Bruno Kreisky · Fred Sinowatz · Franz Vranitzky · Viktor Klima · Wolfgang Schüssel · Alfred Gusenbauer · Werner Faymann · Christian Kern · Sebastian Kurz · Hartwig Löger · Brigitte Bierlein · Sebastian Kurz · Alexander Schallenberg · Karl Nehammer · Alexander Schallenberg · Christian Stocker
- Gemeinsame Normdatei: 12326880X
- International Standard Name Identifier: 0000 0000 7866 4123
- Library of Congress Control Number: no2001023015
- Nationale Bibliotheek van Tsjechië: js20061006005
- Nationale Bibliotheek van Polen: a0000002917093
- Virtual International Authority File: 262764187
- WorldCat: E39PBJbGQxjKrK9Trgdc8wC4v3